# 相川義武
相川 義武（あいかわ よしたけ）は、安土桃山時代から江戸時代前期の武士。

## 経歴・人物
もと甲州武士として武田氏に仕え、のち肥前大村氏旗下となり、文禄元年（1592年）文禄の役に出陣する。改宗しキリシタンとなり、肥前彼杵郡形上（現：長崎県長崎市琴海形上町）に住む。子は同郡平原郷（現：長崎県西海市西彼町平原郷）に移住。集落に住む全員がキリシタンとなり相川姓を名乗ったという。
西海市西彼町平原郷には長崎県指定史跡として「西彼町のキリシタン墓碑（2基）」がある。